# Tropische Tropopausenzone
Als tropischen Tropopausenzone wird die Region zwischen etwa 12 km, der Höhe der konvektiven Hauptausströmung (main convective outflow), und 17 km, der Höhe des Temperaturminimums der Tropopause bezeichnet.
Die tropische Tropopausenzone ist horizontal durch die subtropischen Jets begrenzt.
In dieser Region findet der Aufwärtsprozess der Brewer-Dobson-Zirkulation statt.

## Bedeutung
Die tropische Tropopausenzone wird oft als „Tor zur Stratosphäre“ bezeichnet, da durch diese Zone die meisten Spurengase ihren Weg von der Troposphäre in die Stratosphäre finden.
In der Zone befindet sich mit zunehmender Höhe weniger Wasserdampf und mehr Ozon. Die Temperatur ist stark abhängig von solarer und thermischer Strahlung, abhängig von der Menge an atmosphärischen Gasen.
Durch das komplexe Zusammenspiel von Strahlung, Temperatur, Konvektion und atmosphärischen Gasen wird die Menge des Transports von atmosphärischen Gasen zwischen Stratosphäre und Troposphäre definiert. 
Die Menge der Gase, die in die Stratosphäre aufsteigen, bestimmt die Zusammensetzung der Stratosphäre auf globaler Ebene, da die Luft, die in den Tropen in die Stratosphäre gelangt, durch die Brewer-Dobson Zirkulation polwärts transportiert wird und sich dadurch über den gesamten Globus ausbreitet.

## Wasserdampftransport in die Stratosphäre
Die untere Stratosphäre enthält nur sehr geringe Mengen Wasserdampf. Selbst kleine Veränderungen in der Konzentration haben einen Einfluss auf die Temperatur in der Troposphäre. Der Wasserdampfgehalt der gesamten Stratosphäre hängt mit der Temperatur in der tropischen Tropopause zusammen und werden maßgeblich vom Temperaturminimum der Tropopause (englisch cold-point tropopause) bestimmt. Die Temperaturen dort führen dazu, dass der Wasserdampf in der aufsteigenden Luft direkt zu Eis resublimiert und dieses Eis wird dann durch Sedimentation entfernt. Dieser Prozess der Gefriertrocknung der Luft während des langsamen Aufwärtsprozesses, bei dem Luftmassen in die Stratosphäre transportiert werden ist ein Hauptprozess der den Anteil an Wasserdampf bestimmt, der in die Stratosphäre gelangt.